# DAF 500/700/900/1100/1300

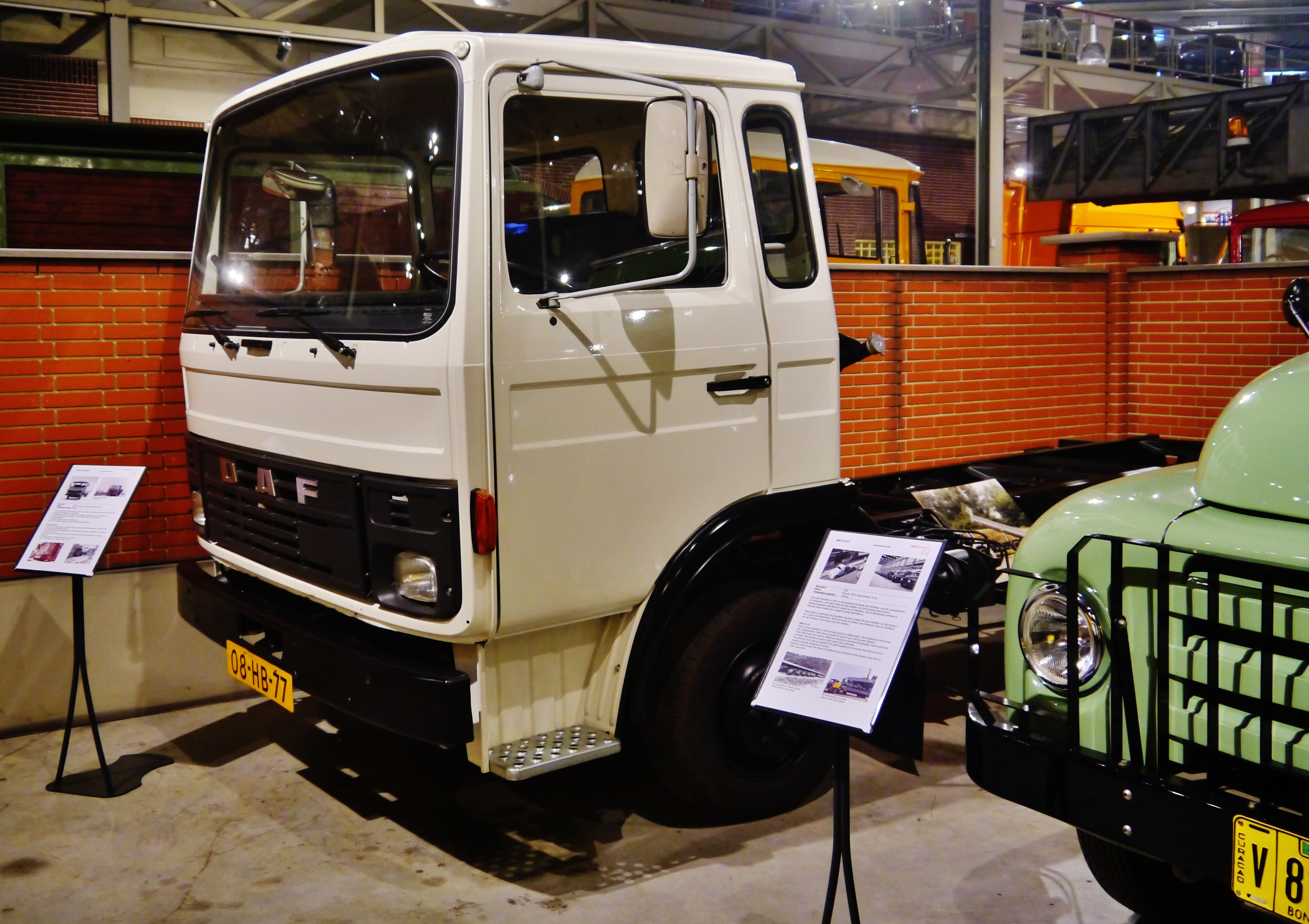
DAF 900 in DAF Museum

De modellen DAF 500, 700, 900, 1100 en 1300 zijn een serie vrachtwagens van de Nederlandse fabrikant DAF. 
Ze volgden min of meer de "Kikkerdaf" op. Het model was in samenwerking met andere fabrikanten gemaakt en de cabine wordt daarom ook wel "Club van vier"-cabine genoemd. 
In de jaren '80 nam DAF een deel van British Leyland over, waarna men besloot te stoppen met de productie van deze modellen. British Leyland had net een moderne lichte vrachtwagen op de markt gezet, de Leyland Roadrunner. Deze zou in continentaal Europa als DAF 600, 800 en 1000 en op de Britse eilanden met de merknaam Leyland DAF verkocht worden.